# Егги, Влада Владиславна
Влада Владиславна Егги (род. 6 октября 2007, Санкт-Петербург) — российская пловчиха, многократная чемпионка России, трёхкратная чемпионка Игр стран БРИКС 2023 года, мастер спорта России международного класса (2023).
Член юношеской сборной команды России по плаванию с 2021 года, участница Первенства Европы (2021)
Призер Игр БРИКС (2024)

## Биография
Влада Егги родилась 6 октября 2007 года в Санкт-Петербурге. Успешно завершила обучение в училище олимпийского резерва № 1. Тренируется под руководством Анны и Витты Новожиловых, Юрия Маслова в клубе «Экран».

## Карьера
В 2020 году удостоена звание «Мастер спорта России», в 2024 году — «Мастер спорта России международного класса».
В 2020 году на чемпионате страны впервые в карьере стала чемпионкой в составе эстафетной команды 4 по 100 метров комплексным плаванием.
В 2023 году приняла участие в соревнованиях по плаванию на Играх стран БРИКС в ЮАР, где завоевала три золотые и одну бронзовую медаль. В 2024 году на Играх стран БРИКС в Казани стала серебряным и бронзовым призёром.
На чемпионате России 2023 года стала чемпионкой в составе эстафеты 4 по 100 метров комплексным плаванием. В 2024 году повторила этот результат, завоевав ещё одно чемпионство в эстафете.

## Документы
- Приказ о присвоении звания «Мастер спорта России»
- Приказ о присвоении звания «Мастер спорта России международного класса»